# 乔凡尼·巴蒂斯塔·格拉西
乔凡尼·巴蒂斯塔·格拉西（1854年3月27日—1925年5月4日）是一位意大利医生和动物学家，是寄生虫学特别是疟疾研究的先驱，先后任职于罗马大学和卡塔尼亚大学，1896年获达尔文奖章。